# Strzelba

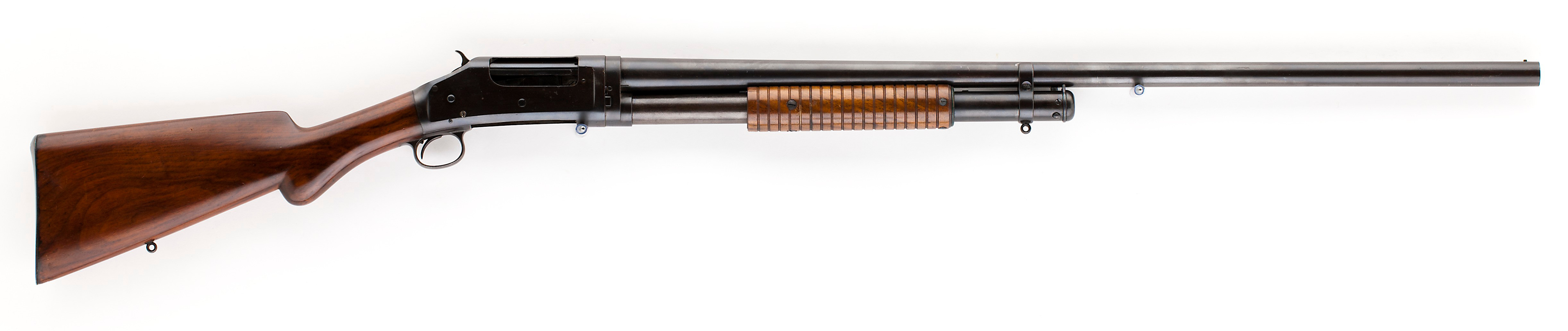
Strzelba powtarzalna Winchester Model 1897

Strzelba – rodzaj broni strzeleckiej przystosowanej do wystrzeliwania pocisków w formie: śrutu, loftek lub brenek. Najczęściej jest to broń gładkolufowa zaliczana do broni śrutowej.

## Charakterystyka

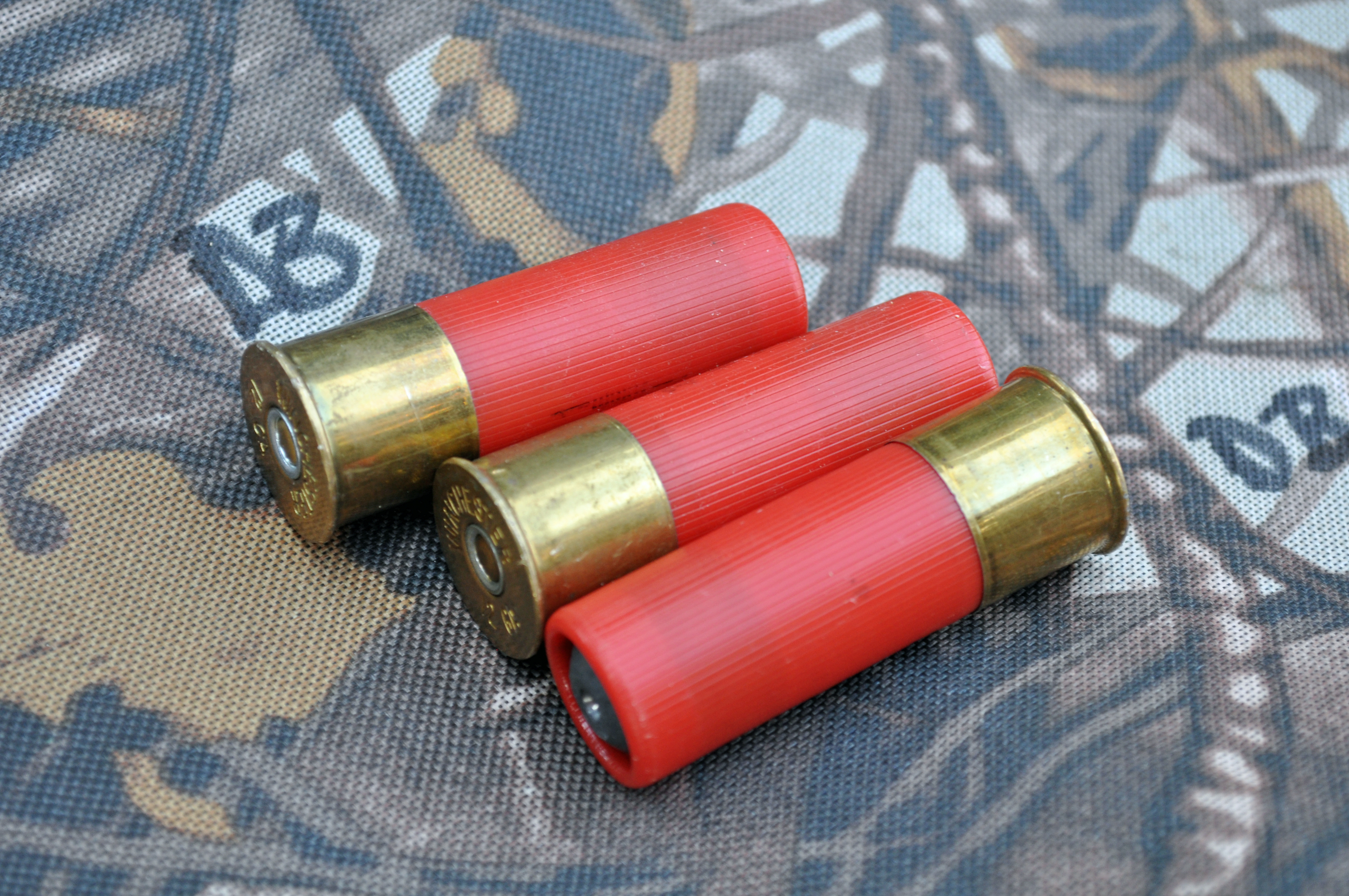
Amunicja do strzelby.
W zależności od potrzeb może być wypełniona: drobnym śrutem, grubym śrutem (loftki), pociskiem monolitycznym (breneka)

Strzelby z reguły są bronią gładkolufową, choć zdarzają się również egzemplarze z lufami gwintowanymi (popularne w USA strzelby strzelające specjalnymi pociskami sabotowymi). Przystosowane są do wystrzeliwania pocisków w formie: śrutu, loftek lub brenek. Ich kaliber określa się poprzez kaliber wagomiarowy definiowany jako liczba kul o średnicy równej średnicy przewodu lufy, które można odlać z jednego funta brytyjskiego ołowiu (najpopularniejszymi kalibrami są:  12, 16 i 20). Popularne strzelby powtarzalne przeładowywane są najczęściej ruchomym czółenkiem (system pump action), oraz zasilane z magazynków rurowych.
Strzelby przede wszystkim są popularną bronią myśliwską wykorzystywaną do polowań, lecz znajdują również zastosowanie w charakterze sportowym i bojowym. Jako przykład militarnego wykorzystania tej broni mogą posłużyć wojskowe wersje strzelb Winchester M1897 i M1912 (tzw. trench gun) popularnie używane przez żołnierzy amerykańskich w trakcie I wojny światowej do walk w okopach. Strzelby są również często wykorzystywane przez policję do niszczenia zamków w drzwiach (w celu szybkiego dostania się do zamkniętych pomieszczeń), oraz do tłumienia zamieszek (w takim wypadku wykorzystując pociski gumowe – redukujące ryzyko poważnych obrażeń i śmierci).

## Podział
Pod względem konstrukcyjnym strzelby można podzielić na:
- jednolufowe:
  - jednostrzałowe[a]
  - powtarzalne
  - samopowtarzalne
  - automatyczne (samoczynno-samopowtarzalne)
- dwulufowe (dubeltówki)

Myśliwska dubeltówka
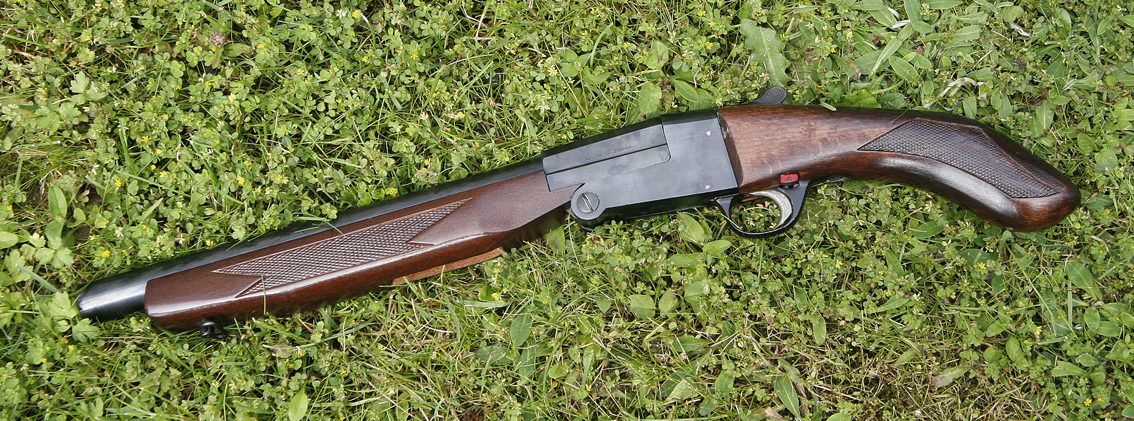
Lupara (broń) - obrzyn dubeltówki
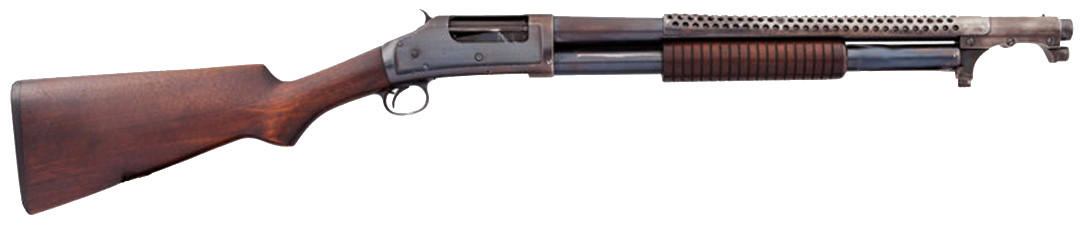
Winchester Model 1897 – wersja wojskowa  (trench gun)
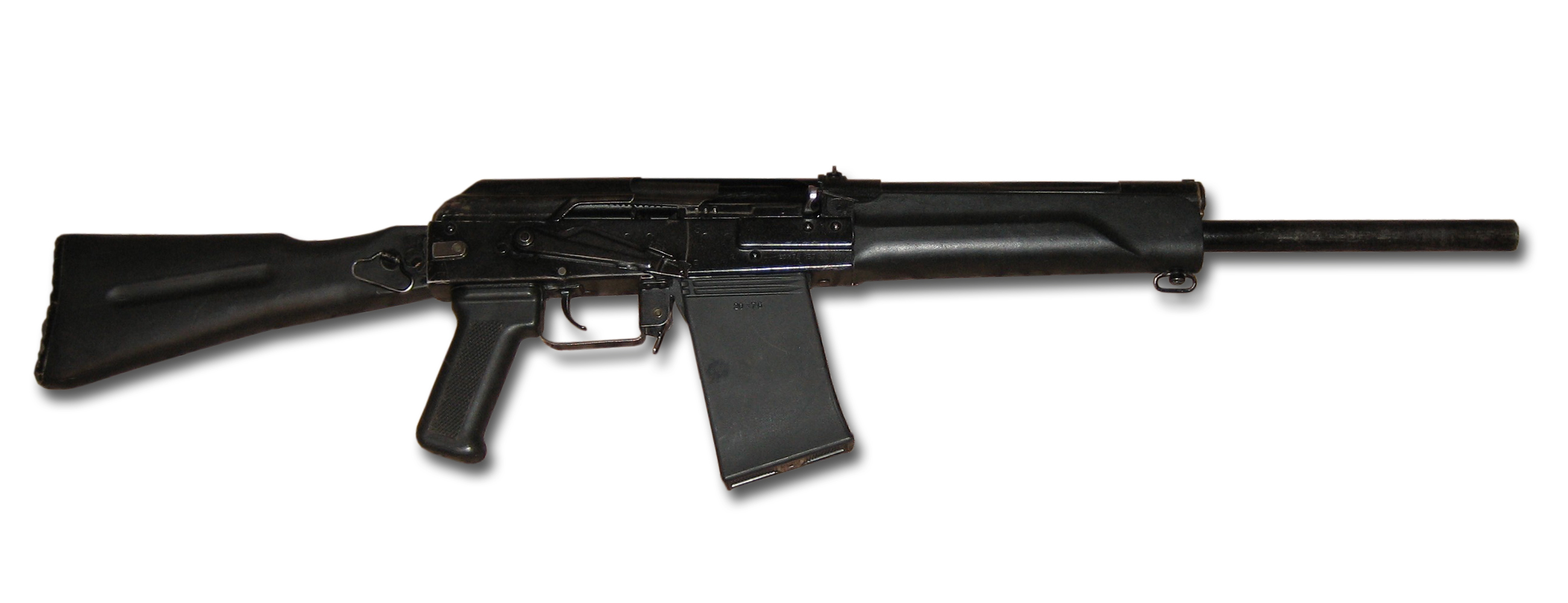
Strzelba samopowtarzalna Sajga 20K, skonstruowana na bazie karabinka AK
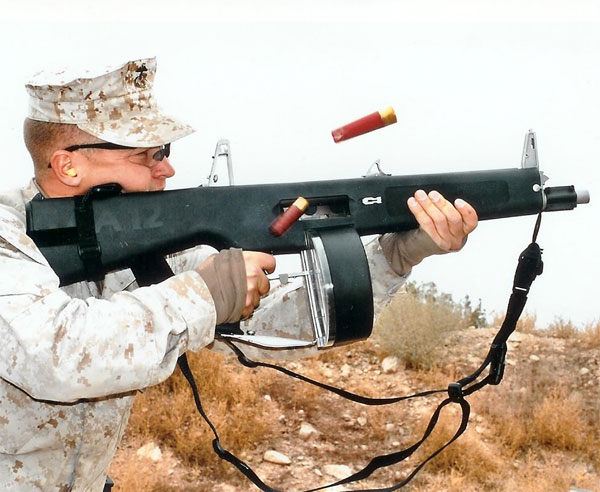
Ogień ciągły ze strzelby automatycznej Atchisson AA-12